# K Project
K Project, auch nur K, ist ein japanisches Medienfranchise, das 2012 mit einer Anime-Serie startete und in Form vieler Manga-Serien sowie einiger Filme und eines Computerspiels weitergeführt wurde.

## Inhalt
Der Oberschüler Yashiro Isana lebt einen friedlichen Schulalltag und ist bei seinen Mitschülern beliebt, wenngleich er auch keine engen Freunde hat. Als eines Tages Tatara Totsuka vom Homra-Clan ermordet wird, gerät Yashiro Isana in Verdacht, denn der Mörder ähnelte ihm sehr. So gerät Yashiro ins Visier mehrerer Clans, die von den sogenannten Sieben Königen angeführt werden. Diese wurden von einer mysteriösen Schiefertafel auserwählt und verfügen über übernatürliche Kräfte. So z. B. der gewalttätige rote König Mikoto Suo, der den Homra-Clan führt. Der einzige unbekannte König ist der farblose, und bald wird Yashiro auch verdächtigt, dieser bisher unbekannte König zu sein.

## Animeserie
Die Animeserie entstand 2012 beim Studio GoHands unter der Regie von Hiromitsu Kanazawa und Susumu Kudo. Hauptautoren waren GoRA und Tatsuki Miyazawa, während Shingo Suzuki für das Charakterdesign verantwortlich war. Die künstlerische Leitung lag bei Masanobu Nomura und das Mechanical Design stammt von Hiroshi Okubo. Produzenten waren Haruki Hayashi und Hiroo Maruyama.
Die 13 Folgen der Serie wurden vom 4. Oktober bis 28. Dezember 2012 von MBS ausgestrahlt, mit einigen Tagen Abstand auch von den Sendern AT-X, BS-TBS, Chubu-Nippon Broadcasting und TBS. Bei KSM erschien der Anime ab August 2017 in deutscher Synchronfassung auf DVD. Eine englische Fassung wurde von mehreren Sendern und Online-Plattformen ausgestrahlt und eine französische erschien auf DVD und online bei Anime Digital Network. Auch eine chinesische Fassung existiert. Seit dem 22. März 2019 zeigt ProSieben Maxx wiederholt die erste Staffel. 
2015 folgte eine zweite Serie unter dem Titel K: Return of Kings mit ebenfalls 13 Folgen, die auf den nach der ersten Serie herausgekommenen Film aufbaut. Der Anime entstand wieder unter der Regie von Hiromitsu Kanazawa mit dem gleichen Team. Sie wurde vom 3. Oktober bis zum 26. Dezember 2016 von AT-X,
BS-TBS, Chubu-Nippon Broadcasting, MBS und TBS ausgestrahlt. Eine deutsche Fassung erschien ebenfalls bei KSM sowie auch eine englische und französische.

### Synchronisation
Die deutsche Synchronfassung entstand bei G&G Tonstudios unter der Regie und nach einem Dialogbuch von Jörn Friese.
| Rolle          | Japanische Stimme | Deutsche Stimme      |
| -------------- | ----------------- | -------------------- |
| Yashiro Isana  | Daisuke Namikawa  | Nicolás Artajo       |
| Kurō Yatogami  | Daisuke Ono       | Arne Stephan         |
| Mikoto Suō     | Kenjiro Tsuda     | Tobias Brecklinghaus |
| Neko           | Mikako Komatsu    | Patricia Strasburger |
| Reisi Munakata | Tomokazu Sugita   | Norman Matt          |

### Musik
Die Musik der Serie wurde komponiert von Mikio Endo. Das Vorspannlied ist Kings von Angela und für die Abspanne wurden folgende Lieder verwendet:
- Tsumetai Heya, Hitori (冷たい部屋、一人) von Mikako Komatsu
- Circle of Friends von Yūki Kaji
- To be with U! von angela

Außerdem kommen während der Folgen diese Lieder vor:
- Aoi no Eishi (Rōdoku) von Tomokazu Sugita
- HAPPY DAYS? von Daisuke Namikawa
- Heart in Blue (ハート・イン・ブルー) von Miyuki Sawashiro
- Honoo no Katachi (炎のカタチ) von Yui Horie
- Itsuka no Zero Kara (いつかのゼロから) von Angela
- Legend Daidokoro (レジェンド台所) von Daisuke Ono
- Neko no Uta (ネコのうた) von Mikako Komatsu
- Requiem of Red von Yui Horie & the Red Clansmen
- Wild Crow (ワイルド・クロウ) von Jun Fukuyama

## Mangas
Als erster Manga erschien K: Memory of Red von Autor Rei Rairaku und Zeichnerin Yui Kuroe im Magazin Aria bei Kodansha. Die Serie lief von Mai 2012 bis Juli 2013 und wurde auch in drei Sammelbänden veröffentlicht. Noch im November 2012 folgte K: Stray Dog Story, geschrieben von GoRa und gezeichnet von Saki Minato, im good! Afternoon beim gleichen Verlag. Von Oktober 2013 bis Juli 2014 erschien das von Yui Kuroe gestaltete K: Days of Blue im Aria. Ein weiterer Manga erschien ab Dezember 2013 als K – The First – im Magazin GFantasy bei Square Enix. Geschrieben wurde die Serie von Hideyuki Furuhashi und gezeichnet von Rin Kimura. Die Veröffentlichung im Magazin endete im April 2015. Ab 2014 folgte Gakuen K von Suzu Suzuki und Jiro Suzuki sowie 2015 K: Dog & Cat, gezeichnet von Rin Kimura, beide im gleichen Magazin bei Square Enix. Noch 2014 erschien im Hatsu Kiss bei Kodansha K: Lost Small World von Autor Yukako Kabei und Zeichner Yoru Ōkita.
Als Adaption des Films erschien bei Kodansha 2014 der Manga K: Countdown von Autor Rei Rairaku und Yui Kuroe. beide setzten die Serie 2015 und 2016 mit K: Dream of Green fort. Im gleichen Jahr erschien auch K: Missing Kings bei Square Enix, geschrieben von Hideyuki Furuhashi und gezeichnet von Haruto Shiota.
K – The First – erschien zwischen Mai und September 2018 komplett bei Egmont Manga. Es folgte im Oktober und Dezember 2018 K – Countdown.

## Film
Als Film zum Franchise kam am 5. Juli 2014 K: Missing Kings in die japanischen Kinos. Das Werk von Regisseur Hiromitsu Kanazawa verbindet die erste Staffel mit der zweiten. Im zweiten Halbjahr 2018 wurde die Filmreihe K: Seven Stories veröffentlicht. Diese besteht aus 7 Teilen, wobei 6 dem Kanon angehören.

## Computerspiel
Im Oktober 2014 erschien die Visual Novel Gakuen K: Wonderful School Days für die PlayStation Portable und später auch PlayStation Vita. Entwickelt wurde das Spiel bei Otomate und vertrieben von Idea Factory.